# قریه زبید (روستا)
 قریه زید  به عربی ( قَریةَ زید )، روستایی است در دهستان بَنی مطر از توابع استان استان صَنعاء در کشور یمن در شبه جزیره عربستان.

## جمعیت
جمعیت آن (۶۰ ) نفر (۵ خانوار) می‌باشد.